# Willie Spies
Willie Spies (ur. 22 lutego 1969 w Parys w Wolnym Państwie Oranii) – południowoafrykański prawnik, działacz młodzieżowy i polityk, od 2004 parlamentarzysta Zgromadzenia Narodowego RPA. 
Dzieciństwo i młodość spędził w Pretorii. Po ukończeniu z wyróżnieniem szkoły średniej Oos-Moot odbył służbę wojskową w armii południowoafrykańskiej (SANDF). Naukę kontynuował na Uniwersytecie w Pretorii, gdzie redagował czasopismo studenckie "Perdeby", działał również w samorządzie studenckim. Napisał pracę magisterską poświęconą analizie porównawczej federalnych systemów politycznych oraz zastosowaniu federalizmu w przejściowej konstytucji Południowej Afryki z 1993 (afrikaans: "’n Regsvergelykende ondersoek na federale staatsvorms en die toepassing van federale beginsels in die Suid-Afrikaanse Interim Grondwet van 1993"). 
W 1997 rozpoczął pracę jako prawnik i notariusz w Pretorii (do 2001 pracował w firmie Van Zyl le Roux en Hurter). W 2001 ukończył podyplomowe studia z dziedziny zarządzania i rozpoczął pracę w międzynarodowej firmie audytowej w Johannesburgu zajmując się m.in. podatkami. 
W 1994 przystąpił do prawicowej organizacji Vryheidsfront. Trzy lata później zaangażował się w tworzenie jej ruchu młodzieżowego, którego przewodniczącym był do 1999. W kwietniu 2004 został wybrany posłem do Zgromadzenia Narodowego Południowej Afryki z ramienia Vryheidsfront Plus. Jest przewodniczącym VF+ w prowincji Gauteng oraz stoi na czele federalnej komisji partyjnej ds. strategii. Zasiada w Radzie Wykonawczej VF Plus. 
Jest żonaty z Riesl Louw, mają razem dwie córki i syna. 